# August von Cetto
August von Cetto (Monaco di Baviera, 6 settembre 1794 – Londra, 7 agosto 1879) è stato un diplomatico e nobile tedesco.

## Biografia
August von Cetto era figlio del diplomatico e giurista bavarese Anton von Cetto e della sua prima moglie, Marie Anne Henriette Cazin, di origini francesi. Suo padre, già ambasciatore bavarese a Parigi, nel 1812 venne creato barone da re Massimiliano I Giuseppe di Baviera.
August von Cetto iniziò la sua carriera nel 1816 nel servizio civile del circolo di Isar (attuale provincia dell'Alta Baviera). Nel 1817 venne trasferito al ministero degli esteri della Baviera e nominato attaché alla legazione di San Pietroburgo, in Russia, dal 1819. Nel 1820 ottenne il rango di segretario di legazione, e dal 1821 venne trasferito a Londra dove dal 1822 divenne ambasciatore per conto del governo bavarese. 
A seguito della battaglia di Navarino, nella quale le navi inglesi, francesi e russe affondarono gran parte della flotta turca, il 20 ottobre 1827, ed a seguito degli eventi della rivoluzione greca, Cetto gestì i negoziati con lord Palmerston, l'ambasciatore russo Christoph von Lieven e quello francese Talleyrand, che portarono alla firma del trattato di Roma del 1832 concluso tra Francia, Gran Bretagna, Russia e sottoscritto anche da re Ludovico I di Baviera come tutore del minorenne principe Ottone, candidato al trono di Grecia come sovrano.
Nell'aprile del 1831, August von Cetto sposò Elizabeth Catherine, figlia del colonnello Thomas Burrowes di Dangan Castle, nella contea di Meath. La coppia ebbe insieme tre figli, tra cui Anton Wilhelm. Nel 1833 Cetto venne nominato ambasciatore bavarese alla corte imperiale di Vienna. Dal 1835 al 1867 prestò nuovamente servizio come ambasciatore bavarese a Londra.
Cetto si ritirò dal servizio attivo nel 1867 e visse stabilmente al n.6 di Hill Street, Berkeley Square Gardens, Londra, prendendo parte attiva alla vita sociale della metropoli inglese e partecipando ai ricevimenti a corte. Morì a Londra nel 1879.
Suo figlio Anton Wilhelm von Cetto fu anch'egli diplomatico per conto della Baviera presso la Santa Sede.